# A fényes Istenarcot
A fényes Istenarcot kezdetű római katolikus egyházi népének a Szent vagy, Uram! gyűjtemény 61. számú, Johann Sebastian Bach: Herzlich tut mich verlangen című - BWV 727-es jelzetű korálelőjátéka dallamára, a nagyböjt idején énekelt mű.

## Szövege
A fényes Istenarcot vér s fájdalom fedi: 

Mint küzde szörnyű harcot, hallgatva hirdeti. 

A főn, mely égi bérre százszorta érdemesb, 

Szúr vad tövis füzére, így még dicsôbb, nemesb.
Ó Isten Egyszülötte, mindenható király;

S most gyôz a düh felette, csúfos halált kínál. 

Nincs benne semmi épség, letört virág a test, 

S mégis mily égi szépség, mit rózsa pírja fest.
Alázva, törten állok a szent kereszt alatt, 

E könny legyen a zálog, mily hőn sirattalak! 

E könny szívem tanúja, hogy már híven szeret, 

Ó vedd szívedbe újra, itt adj örök helyet!

## Más szöveggel
Ének a Fájdalmak Férfiáról címmel;
Szent arcod ékessége, jaj, hol van, Jézusom?

És hol van szemed fénye? Elrejti fájdalom.

Nincs benned semmi épség, ott haldokolsz a fán,

és tested csupa kékség, az ütlegek nyomán.
Mint áldozati bárány, ha oltárra kerül,

te véred ontod némán, az Írás teljesül.

Ó szánj meg, Uram, nézd el sok balgaságomat,

megvallom szájjal, szívvel, hogy Isten Fia vagy!

## Érdekesség
Az éneket evangélikus himnuszként is éneklik istentisztelet keretében.